# Corleone, Palermo
Corleone är en stad och kommun i storstadsregionen Palermo, innan 2015 i provinsen Palermo, på Sicilien. Kommunen hade 11 128 invånare (2017). Corleone gränsar till kommunerna Bisacquino, Campofelice di Fitalia, Campofiorito, Chiusa Sclafani, Contessa Entellina, Godrano, Mezzojuso, Monreale, Palazzo Adriano, Prizzi och Roccamena.
Mest känd är staden för att den fiktive maffialedaren Vito Corleone i boken och filmen Gudfadern kom därifrån.
Det är inte bara i filmens värld som Corleone är en maffiastad. Sedan 1960-talet har Corleone-klanen (Clan dei Corleonesi) av Cosa Nostra tagit mer makt över organisationen, främst genom våld. Flera välkända maffiabossar kommer från eller har bott i staden: Michele Navarra, Luciano Leggio, Leoluca Bagarella, Salvatore Riina och Bernardo Provenzano.
Den 11 april 2006 greps maffialedaren Bernardo Provenzano i Corleone efter att ha varit jagad av polisen i cirka 40 år.